# WWF Fully Loaded
Fully Loaded fue un evento anual de la WWF, empezó en julio de 1998 y así fue celebrado por un período de dos años. En el 2001, este evento PPV fue reemplazado por Invasion, y posteriormente por Vengeance en el 2002.

## Resultados

### 1998
Fully Loaded: In Your House fue la primera edición de Fully Loaded, un evento pago por visión de lucha libre profesional producido por la World Wrestling Federation. Tuvo lugar el 26 de julio de 1998 desde el Selland Arena en Fresno, California.
- Val Venis derrotó a Jeff Jarrett (con Tennessee Lee) (7:41)
  - Venis cubrió a Jarrett con un "Roll-Up".
  - Kai En Tai tenía prohibido entrar al ringside con excepción de Yamaguchi-San quién fue el comentarista invitado de la lucha.
- D'Lo Brown (con The Godfather) derrotó a X-Pac (con/ Chyna) (8:26)
  - Brown cubrió a X-Pac después de un "Sky High".
  - Durante la lucha, The Godfather intervino a favor de Brown.
- Faarooq & Scorpio derrotaron a Terry Funk & Bradshaw (6:51)
  - Scorpio cubrió a Funk después de un "Scorpio Splash".
  - Después de la lucha, Bradshaw atacó a Funk, Scorpio y Faarooq, cambiando a heel.
- Mark Henry derrotó a Vader (5:03)
  - Henry cubrió Vader después de un "Big Splash".
- The Disciples of Apocalypse (8-Ball & Skull) (con Paul Ellering) derrotaron a Legion of Doom 2000 (Road Warrior Hawk & Road Warrior Animal) (con Sunny) (8:50)
  - Skull cubrió a Animal después de un "DDT".
  - Durante la lucha, Ellering intervino a favor de DOA.
- Owen Hart derrotó a Ken Shamrock (con Dan Severn como árbitro especial) en una Dungeon Match. (4:53)
  - Owen ganó después de noquear a Shamrock fuera del ring con una pesa.
- The Rock y Triple H (con Chyna) terminaron sin resultado en una 2-out-of-3 Falls Match de 30 minutos por el Campeonato Intercontinental. (30:00)
  - Rock cubrió a Triple H tras un "Rock Bottom". (20:21)
  - Triple H cubrió a Rock tras un "DDT" de Chyna. (25:23)
  - Como resultado The Rock retuvo el título.
  - Antes de la lucha, The Nation Of Domination y D-Generation X (con excepción de Chyna) fueron expulsados del ringside.
  - Durante la lucha, Mark Henry y D' Lo Brown intervinieron a favor de The Rock mientras Chyna, Billy Gunn y X-Pac intervinieron a favor de Triple H.
  - Después de la lucha, The Nation Of Domination y D-Generation X se atacaron mutuamente.
- The Undertaker & El Campeón de la WWF Steve Austin derrotaron a Kane & Mankind (con Paul Bearer) ganando el Campeonato en Parejas de la WWF. (17:28)
  - The Undertaker cubrió a Kane después de un "Tombstone Piledriver".

### 1999
Fully Loaded (1999) tuvo lugar el 25 de julio de 1999 desde el Marine Midland Arena en Buffalo, New York.
- Sunday Night Heat match: Val Venis derrotó a Joey Abs (con Rodney y Pete Gas) (3:16)
  - Venis cubrió a Abs después de un "Spin-Out Powerbomb".
  - Durante la lucha, Test intervino atacando a Rodney y Pete Gas.
  - Después de la lucha, Test intentó romperle la pierna a Abs con una silla, pero fue rescatado por Rodney y Gas.
- Sunday Night Heat match: The Godfather (con The Hos) derrotó a Meat. (2:06)
  - Godfather cubrió a Meat después de un "Pimp Drop".
  - Después de la lucha, Terri mojó los calzoncillos de Meat con una jarra de agua con hielo.
- Sunday Night Heat match: Christian derrotó a Viscera. (2:43)
  - Christian cubrió a Viscera después de un "Roll-Up".
  - Durante la lucha, Gangrel interfirió a favor de Christian.
- Jeff Jarrett (con Debra) derrotó a Edge ganando el Campeonato Intercontinental. (13:22)
  - Jarrett cubrió a Edge después de un "Stroke" tras un ataque de Gangrel.
  - Durante la lucha, Debra y Gangrel intervinieron a favor de Jarrett.
  - Después de la lucha, Steve Austin le aplicó un "Stone Cold Stunner" a Jarrett.
- The Acolytes (Faarooq and Bradshaw) derrotaron a Michael Hayes & The Hardy Boyz (Matt & Jeff) en un Handicap Match ganando el Campeonato por Parejas de la WWF. (9:32)
  - Bradshaw cubrió a Hayes después de un "Double Powerbomb".
  - Antes de la lucha, ambos equipos se atacaron mutuamente.
- D'Lo Brown derrotó a Mideon ganando el Campeonato Europeo. (7:11)
  - Brown cubrió a Mideon después de un "'Lo Down".
- The Big Boss Man derrotó a Al Snow ganando el Campeonato Hardcore. (10:11)
  - Boss Man cubrió a Snow después de pegarle con una barra metálica.
- The Big Show derrotó a Kane (con Hardcore Holly como árbitro especial) (8:13)
  - Show cubrió a Kane después de un "Chokeslam".
  - Después de la lucha, X-Pac le aplicó un "Spinning Heel Kick" a Holly.
  - Después de la lucha, Undertaker y Big Show atacaron a Kane y X-pac.
  - Tras atacar a Kane y X-Pac, Steve Austin atacó a Undertaker tras bambalinas hasta hacerlo sangrar como venganza de haberlo atacado hasta sangrar minutos antes de que iniciará el evento en el programa Heat.
- Ken Shamrock derrotó a Steve Blackman en un Iron Circle Match. (4:19)
  - Shamrock ganó por KO después de que Steve Blackman lo ahogó con una cadena de acero.
- Road Dogg & X-Pac derrotaron a Mr. Ass & Chyna. (11:44)
  - Dogg cubrió a Mr. Ass después de un "Pumphandle Slam".
  - Como resultado, Doog y X-Pac ganaron los derechos de D-Generation X.
- Triple H derrotó a The Rock en un Strap Match. (19:21)
  - Triple H cubrió a The Rock después de un "Pedigree".
  - Durante la lucha, Chyna interfirió distrayendo al árbitro.
  - Durante la lucha, Mr. Ass interfirió atacando a The Rock.
  - Como resultado, Triple H recibió una oportunidad por el Campeonato de la WWF en SummerSlam.
- Steve Austin derrotó a The Undertaker en un First Blood Match reteniendo el Campeonato de la WWF. (15:31)
  - Austin ganó el combate al hacer sangrar a Undertaker tras golpearlo con una cámara de televisión gracias a la interferencia de X-Pac.
  - Si Austin perdía, nunca más podía luchar por el Campeonato de la WWF.
  - Como resultado, Vince McMahon no volverá a aparecer en la programación de WWF (Kayfabe).
  - Vince McMahon fue el comentarista invitado del combate.
  - Durante la lucha, Vince y Shane McMahon interfirieron a favor de Undertaker.
  - Después de la lucha, Triple H atacó a Austin hasta que fue salvado por The Rock.
  - Después de la lucha, Austin y Undertaker se siguieron atacando mutuamente hasta que fueron detenidos por los arbitrós.
  - Después de la lucha, Undertaker atacó al arbitró y a Shane McMahon.
  - Después de la lucha, Austin le aplicó 2 "Stone Cold Stunners" a Vince McMahon.

### 2000
Fully Loaded 2000 tuvo lugar el 23 de julio de 2000 desde el Reunion Arena en Dallas, Texas.
- The Hardy Boyz (Matt & Jeff) & Lita derrotaron a T & A (Test & Albert) & Trish Stratus. (13:12)
  - Lita cubrió a Stratus después de un "Litasault".
  - Después de la lucha, T & A y Stratus atacaron a Los Hardys y a Lita.
- Tazz derrotó a Al Snow (5:20)
  - Tazz forzó a Snow a rendirse con un "Tazzmission".
- Perry Saturn (con Terri) derrotó a Eddie Guerrero (con Chyna) ganando el Campeonato Europeo. (8:10)
  - Saturn cubrió a Guerrero después de un "Diving Elbow Drop" en la espalda.
  - Durante la pelea, Terri interfirió a favor de Saturn, dándole un "Low Blow" a Guerrero, mientras que Chyna interfirió a favor de Guerrero.
  - Antes de la lucha, Chyna atacó a Saturn e intentó atacar a Terri.
- The APA (Faarooq & Bradshaw) derrotaron a los Campeones en Parejas de la WWF Edge & Chrsitian por descalificación. (5:29)
  - Edge & Christian fueron descalificados después de que Edge golpeara a Faarooq con uno de los campeonatos.
  - Como resultado, Edge & Christian retuvieron los títulos.
- Val Venis (con Trish Stratus) derrotó a Rikishi en una Steel Cage Match reteniendo el Campeonato Intercontinental de la WWF. (14:10)
  - Venis cubrió a Rikishi después de que Tazz golpeara a Rikishi con una cámara de televisión antes de que este saliera de la celda.
  - Durante la lucha, Lita interfirió atacando a Stratus.
- The Undertaker derrotó a Kurt Angle (7:34)
  - The Undertaker cubrió a Angle después de un "Last Ride".
  - Antes de la lucha, Angle atacó a Undertaker con una llave mecánica entre bastidores.
  - Antes de la lucha, Undertaker atacó a Angle mientras este hacía su entrada.
- Triple H (con Stephanie McMahon) derrotó a Chris Jericho en un Last Man Standing match (23:11)
  - Triple H ganó después de que Jericho no se pudo levantar tras una suplex que Triple H le aplicó en la mesa de transmisión.
  - Antes de la lucha, Jericho atacó a Triple H tras bastidores.
  - Durante la lucha, Stephanie interfirió a favor de Triple H.
- The Rock derrotó a Chris Benoit (con Shane McMahon) reteniendo el Campeonato de la WWF. (22:09)
  - Rock cubrió a Benoit después de un "Rock Bottom".
  - El título podía cambiar de manos si ocurría una descalificación.
  - Originalmente The Rock fue descalificado por golpear al árbitro Earl Hebner con una silla, pero el comisionado Mick Foley mandó reiniciar la lucha debido a que fue McMahon quien lo golpeó, debido a esto nunca hubo una descalificación.
  - Durante la lucha, McMahon interfirió a favor de Benoit.